# Museu Arqueológico de Sfax
O Museu Arqueológico de Sfax é um museu tunisiano localizado na cidade de Sfax, na Tunísia. É considerado um patrimônio do país. Está situado no pavimento térreo da Prefeitura de Stax e abriga a maior coleção do mundo de pratos de cerâmica sigillata.

## História
O museu foi fundado pela francesa Jill Go em 1907, um ano depois da criação do município de Stax. Foi destruído durante um bombardeio da Segunda Guerra Mundial. No ano de 1955, passou por uma grande restauração, abrindo a primeira sala de exposições, e em 1966, adicionaram mais três salas de exposições.

## Acervo
A maior parte de seus artefatos são datados do período romano, provenientes do sítio arqueológico de Thaenae, mas também há artefatos vindos de sítios arqueológicos de Taparura, Louza, Mahres, Skhirat e Achalla. E pertencentes a todos os períodos da história do país., desde o pré-histórico até o islâmico.
Na exposição é exibido afrescos e mosaicos romanos; moedas; cerâmicas; vidros; a maior coleção de vidro soprado da Tunísia; e a maior coleção do mundo de pratos de cerâmica sigillada, descobertos em Skhirat.

## Turismo
O museu está aberto ao público de terça a domingo, com entrada paga. Possui banheiros, loja de souvenirs e cafeteria. As sinalizações e placas explicativas estão em diversas línguas.